# النفط في سوريا

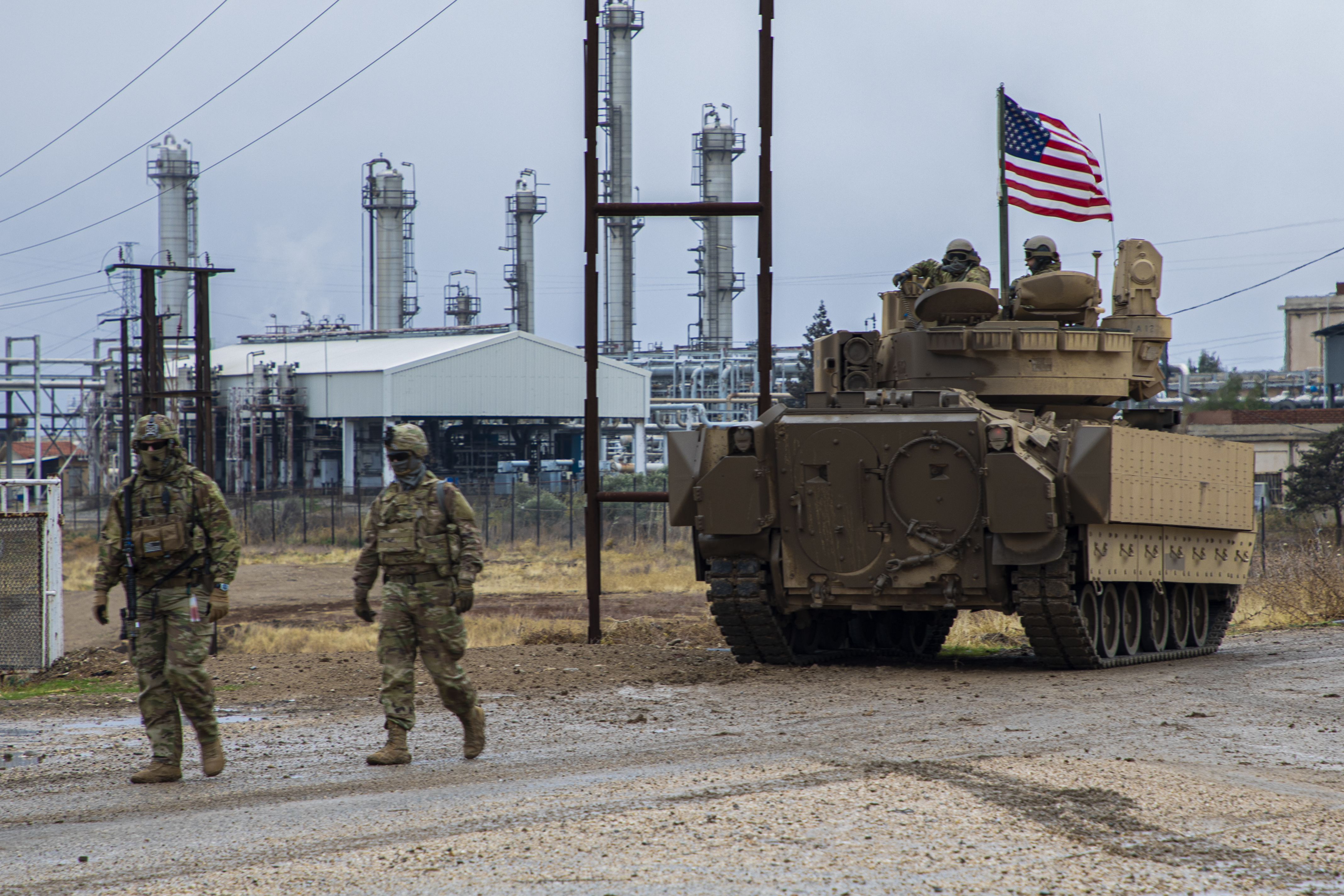
صورة لجنود أمريكيين من سرية ألفا في حقل غاز شمال شرق سوريا في 16 ديسمبر/كانون الأول 2020.

اكتشف النفط في سورية عام 1968 في حقول محافظة الحسكة، ثم في دير الزور. يوجد في سورية عدد من حقول النفط تتركز في شرق البلاد ضمن محافظات دير الزور والحسكة وحمص (حوض البادية).

## محافظة دير الزور
- حقل الإصبع: يقع شرق مدينة دير الزور.
- حقل العمر النفطي (شركة الفرات النفطية): يقع 15 كم شرقي بلدة البصيرة وشمال مدينة الميادين.
- حقل التنك: في بادية الشعيطات في ريف دير الزور الشرقي.
- حقل الورد: يقع بالقرب من قرية الدوير بريف دير الزور الشرقي.
- حقل التيم: يقع على بعد 10 كم بالقرب من مدينة موحسن جنوب مدينة دير الزور.
- حقل الجفرة: تقع على بعد 25 كم شرق مدينة دير الزور.
- حقل الطابية: يقع شرق مدينة دير الزور.
- حقل المحاش: يقع غرب مدينة دير الزور.
- حقل النيشان: يقع غرب مدينة موحسن.

إضافة إلى حقول النفط، توجد معامل لضغط وتعبئة الغاز مثل معمل غاز كونيكو 20 كم شرق مدينة دير الزور ومحطات لضخ وتخزين النفط مثل محطة نفط الخراطة على بعد 20 كم جنوب غرب مدينة دير الزور، ومحطة تي تو T2 الواقعة على خط النفط العراقي السوري.

## محافظة الحسكة
- حقل رميلان
- حقل السويدية
- حقل كراتشوك
- حقل الهول
- حقل الجبسة
- حقل كبيبة
- حقل تشرين